# Augustin Pyrame de Candolle
Augustin Pyrame (Pyramus) de Candolle, född 4 februari 1778 i Genève, död där 9 september 1841, var en schweizisk botaniker; far till Alphonse Pyrame de Candolle.

## Biografi
de Candolle studerade botanik i Paris, och gjorde mellan 1806 och 1812 på uppdrag av franska regeringen resor genom Frankrike och Italien för botaniska och agronomiska ändamål. 1810 blev han professor i botanik i Montpellier. 1816 återvände han till Genève och blev professor i naturhistoria där. Han grundlade också Genèves botaniska trädgård. 1826 blev han ledamot av Svenska vetenskapsakadamien, samt korresponderande medlem av Franska vetenskapsakademien.

## Betydelse som botaniker
de Candolle gjorde betydande insatser inom alla områden i botaniken, men var framförallt en framstående systematiker. Mellan 1803 och 1815 gav han ut tredje upplagan av Flore française, och det var i denna upplaga som sporväxterna behandlades för första gången. 
Han studerade växterna morfologiskt och tänkte göra ett eget växtsystem, där han skulle beskriva och systematisera alla av honom kända växter. Han gav ut två band av detta system, Regni vegetabilis systema naturale, men insåg därefter att det skulle vara omöjligt att slutföra ett sådant omfattande arbete. Han började istället ge ut ett sammandrag av hela systemet, Prodromus Systematis Naturalis Regni Vegetabilis, och hann ge ut sju band under sin livstid. Han beskrev där kortfattat samtliga då kända tvåhjärtbladiga växter, vilka då utgjorde ungefär 4 730 arter.
Auktorsnamnet DC kan användas för Augustin Pyrame de Candolle i samband med ett vetenskapligt namn inom botaniken; se Wikipediaartiklar som länkar till auktorsnamnet.
Auktorsnamnet DC. kan användas för Augustin Pyrame de Candolle i samband med ett vetenskapligt namn inom botaniken; se Wikipediaartiklar som länkar till auktorsnamnet.